# Holly Springs (Carolina del Norte)
Holly Springs es un pueblo ubicado en el Condado de Wake en el estado estadounidense de Carolina del Norte. Según las estimaciones del año 2008 tenía una población de 20.870 habitantes y una densidad poblacional de 474 personas por km².

## Geografía
Holly Springs se encuentra ubicado en las coordenadas 35°39′16″N 78°49′29″O / 35.65444, -78.82472.

## Demografía
Según la Oficina del Censo en 2000 los ingresos medios por hogar en la localidad eran de $69.550, y los ingresos medios por familia eran $74.010. Los hombres tenían unos ingresos medios de $52.275 frente a los $32.396 para las mujeres. La renta per cápita para la localidad era de $28.580. Alrededor del 3.3% de las familias y del 4.8% de la población estaban por debajo del umbral de pobreza.